# Bennie Muller
Bennie Muller (Amszterdam, 1938. augusztus 14. – 2024. január 17.) válogatott holland labdarúgó, középpályás.

## Pályafutása

### Klubcsapatban
1958 és 1970 között az Ajax, 1970–71-ben a Holland Sport, 1971–72-ben a Blauw-Wit labdarúgója volt. Az Ajax csapatával öt bajnoki címet és három hollandkupa-győzelmet ért el. Tagja volt az 1968–69-es BEK-döntős együttesnek.

### A válogatottban
1960 és 1968 között 43 alkalommal szerepelt a holland válogatottban és két gólt szerzett.

## Sikerei, díjai
Ajax
- Holland bajnokság
  - bajnok (5): 1959–60, 1965–66, 1966–67, 1968–69, 1969–70
- Holland kupa
  - győztes (3): 1961, 1967, 1970
- Bajnokcsapatok Európa-kupája
  - döntős: 1968–69

## Statisztika

### Mérkőzései a holland válogatottban
| Hollandia | Hollandia            | Hollandia                         | Hollandia      | Hollandia | Hollandia      | Hollandia     | Hollandia | Hollandia      |
| #         | Dátum                | Helyszín                          | Hazai          | Eredmény  | Vendég         | Kiírás        | Gólok     | Esemény        |
| --------- | -------------------- | --------------------------------- | -------------- | --------- | -------------- | ------------- | --------- | -------------- |
| 1.        | 1960. április 3.     | Amszterdam, Olimpiai Stadion      | Hollandia      | 4 – 2     | Bulgária       | barátságos    | -         |                |
| 2.        | 1960. április 24.    | Antwerpen, Bosuilstadion          | Belgium        | 2 – 1     | Hollandia      | barátságos    | -         |                |
| 3.        | 1960. május 18.      | Zürich, Letzigrund                | Svájc          | 3 – 1     | Hollandia      | barátságos    | -         |                |
| 4.        | 1960. július 3.      | Paramaribo, Suriname Stadion      | Suriname       | 3 – 4     | Hollandia      | barátságos    | -         |                |
| 5.        | 1960. október 2.     | Antwerpen, Bosuilstadion          | Belgium        | 1 – 4     | Hollandia      | barátságos    | -         |                |
| 6.        | 1961. március 22.    | Rotterdam, Feijenoord Stadion     | Hollandia      | 6 – 2     | Belgium        | barátságos    | -         |                |
| 7.        | 1961. április 19.    | Amszterdam, Olimpiai Stadion      | Hollandia      | 1 – 2     | Mexikó         | barátságos    | -         |                |
| 8.        | 1961. április 30.    | Rotterdam, Feijenoord Stadion     | Hollandia      | 0 – 3     | Magyarország   | vb-selejtező  | -         |                |
| 9.        | 1961. május 14.      | Lipcse, Zentralstadion            | NDK            | 1 – 1     | Hollandia      | vb-selejtező  | -         |                |
| 10.       | 1961. október 22.    | Budapest, Népstadion              | Magyarország   | 3 – 3     | Hollandia      | vb-selejtező  | -         |                |
| 11.       | 1961. november 12.   | Amszterdam, Olimpiai Stadion      | Hollandia      | 0 – 4     | Belgium        | barátságos    | -         |                |
| 12.       | 1962. április 1.     | Antwerpen, Bosuilstadion          | Belgium        | 3 – 1     | Hollandia      | barátságos    | -         |                |
| 13.       | 1962. május 9.       | Rotterdam, Feijenoord Stadion     | Hollandia      | 4 – 0     | Észak-Írország | barátságos    | -         |                |
| 14.       | 1962. május 16.      | Oslo, Ullevaal Stadion            | Norvégia       | 2 – 1     | Hollandia      | barátságos    | -         |                |
| 15.       | 1962. szeptember 26. | Koppenhága, Idrætsparken Stadion  | Dánia          | 4 – 1     | Hollandia      | barátságos    | -         |                |
| 16.       | 1962. október 14.    | Antwerpen, Bosuilstadion          | Belgium        | 2 – 0     | Hollandia      | barátságos    | -         |                |
| 17.       | 1962. november 11.   | Amszterdam, Olimpiai Stadion      | Hollandia      | 3 – 1     | Svájc          | NEK-selejtező | -         |                |
| 18.       | 1963. március 3.     | Rotterdam, Feijenoord Stadion     | Hollandia      | 0 – 1     | Belgium        | barátságos    | -         |                |
| 19.       | 1963. május 2.       | Amszterdam, Olimpiai Stadion      | Hollandia      | 1 – 0     | Brazília       | barátságos    | -         |                |
| 20.       | 1964. március 22.    | Antwerpen, Bosuilstadion          | Belgium        | 0 – 0     | Hollandia      | barátságos    | -         |                |
| 21.       | 1964. április 12.    | Amszterdam, Olimpiai Stadion      | Hollandia      | 1 – 1     | Ausztria       | barátságos    | -         |                |
| 22.       | 1964. április 29.    | Rotterdam, Feijenoord Stadion     | Hollandia      | 0 – 1     | Svédország     | barátságos    | -         |                |
| 23.       | 1964. május 24.      | Rotterdam, Feijenoord Stadion     | Hollandia      | 2 – 0     | Albánia        | vb-selejtező  | 1         | 52'            |
| 24.       | 1964. szeptember 30. | Antwerpen, Bosuilstadion          | Belgium        | 1 – 0     | Hollandia      | barátságos    | -         |                |
| 25.       | 1964. december 9.    | Amszterdam, Olimpiai Stadion      | Hollandia      | 1 – 1     | Anglia         | barátságos    | -         |                |
| 26.       | 1965. január 26.     | Tel-Aviv, Bloomfield stadion      | Izrael         | 0 – 1     | Hollandia      | barátságos    | -         |                |
| 27.       | 1965. március 17.    | Belfast, Windsor Park             | Észak-Írország | 2 – 1     | Hollandia      | vb-selejtező  | -         |                |
| 28.       | 1965. október 17.    | Amszterdam, Olimpiai Stadion      | Hollandia      | 0 – 0     | Svájc          | vb-selejtező  | -         |                |
| 29.       | 1966. március 23.    | Rotterdam, Feijenoord Stadion     | Hollandia      | 2 – 4     | NSZK           | barátságos    | -         |                |
| 30.       | 1966. április 17.    | Rotterdam, Feijenoord Stadion     | Hollandia      | 3 – 1     | Belgium        | barátságos    | 1         | 61'            |
| 31.       | 1966. május 11.      | Glasgow, Hampden Park             | Skócia         | 0 – 3     | Hollandia      | barátságos    | -         |                |
| 32.       | 1966. szeptember 7.  | Rotterdam, Feijenoord Stadion     | Hollandia      | 2 – 2     | Magyarország   | Eb-selejtező  | -         |                |
| 33.       | 1966. szeptember 18. | Bécs, Práter Stadion              | Ausztria       | 2 – 1     | Hollandia      | barátságos    | -         | 79'            |
| 34.       | 1966. november 6.    | Amszterdam, Olimpiai Stadion      | Hollandia      | 1 – 2     | Csehszlovákia  | barátságos    | -         |                |
| 35.       | 1966. november 30.   | Rotterdam, Feijenoord Stadion     | Hollandia      | 2 – 0     | Dánia          | Eb-selejtező  | -         |                |
| 36.       | 1967. április 16.    | Antwerpen, Bosuilstadion          | Belgium        | 1 – 0     | Hollandia      | barátságos    | -         | Csapatkapitány |
| 37.       | 1967. május 10.      | Budapest, Népstadion              | Magyarország   | 2 – 1     | Hollandia      | Eb-selejtező  | -         | Csapatkapitány |
| 38.       | 1967. szeptember 13. | Amszterdam, Olimpiai Stadion      | Hollandia      | 1 – 0     | NDK            | Eb-selejtező  | -         | Csapatkapitány |
| 39.       | 1967. október 4.     | Koppenhága, Idrætsparken Stadion  | Dánia          | 3 – 2     | Hollandia      | Eb-selejtező  | -         | Csapatkapitány |
| 40.       | 1967. november 1.    | Rotterdam, Feijenoord Stadion     | Hollandia      | 1 – 2     | Jugoszlávia    | barátságos    | -         | Csapatkapitány |
| 41.       | 1968. április 7.     | Amszterdam, Olimpiai Stadion      | Hollandia      | 1 – 2     | Belgium        | barátságos    | -         |                |
| 42.       | 1968. május 1.       | Varsó, Lengyel Hadsereg Stadionja | Lengyelország  | 0 – 0     | Hollandia      | barátságos    | -         |                |
| 43.       | 1968. október 27.    | Szófia, Levszki-stadion           | Bulgária       | 2 – 0     | Hollandia      | vb-selejtező  | -         |                |
|           | Összesen             |                                   |                | 43        | mérkőzés       |               | 2         | gól            |